# Stephan Bonnar
Stephan Patrick Bonnar (Hammond, 4 aprile 1977 – 24 dicembre 2022) è stato un artista marziale misto, lottatore e pugile statunitense.
Combatté nella divisione dei pesi mediomassimi per la promozione Bellator dal 2014, quando fece il proprio ritorno nelle MMA dopo un periodo di ritiro.
Dal 2005 al 2012 combatté nella prestigiosa UFC. Il suo incontro più famoso fu il match perso contro Forrest Griffin nella finale della prima edizione del reality The Ultimate Fighter, che segnò un punto di svolta per quanto riguarda l'aumento della popolarità della federazione e che nel 2013 premiò i due con l'ingresso nella Hall of Fame della compagnia.

## Biografia
Bonnar si dedicò agli sport da combattimento sin dalla gioventù: cominciò infatti con la lotta a dieci anni, a dodici con il Taekwondo, con il Brazilian jiu-jitsu a ventidue (allenandosi con Carlson Gracie, sotto i cui insegnamenti ha ottenuto la cintura viola) e infine boxe e Muay thai a ventiquattro. A soli sedici anni diventò cintura nera di Taekwondo e vinse per due volte il torneo Golden Gloves nella categoria dei pesi massimi. Sotto gli insegnamenti del maestro Sergio Penha ottenne la cintura nera anche in BJJ e si recò più volte in Thailandia per migliorare la propria Muay thai.
Era un grande fan di Bruce Lee e della rock band The Who, tanto da usare la loro canzone Eminence Front come musica di ingresso nella UFC. Fuori dall'ottagono lavorò come commentatore delle MMA per ESPN e per la WEC e nel 2000 si laureò in medicina dello sport alla Purdue University.
Nel corso della sua carriera è risultato positivo due volte ai test antidoping, in entrambi i casi a causa dell'assunsione di steroidi: boldenone nel rematch con Griffin e drostalonone nell'incontro con Silva.
Si è spento il 24 dicembre 2022, per un'overdose da Fentanyl.

## Vita privata
Stephan e la sua storica compagna Andrea si sposarono il 30 ottobre 2009 in Toscana ed ebbero un figlio di nome Griffin Brandon: il nome del bambino nasce dalla combinazione tra il cognome del rivale del padre Forrest e il nome del defunto fratello della madre.

## Risultati nelle arti marziali miste
Gli incontri segnati su sfondo grigio si riferiscono ad incontri di esibizione non ufficiali o comunque non validi per essere integrati nel record da professionista.
| Risultato | Record | Avversario          | Metodo                             | Evento                                                  | Data              | Round | Tempo | Luogo                   | Note                                            |
| --------- | ------ | ------------------- | ---------------------------------- | ------------------------------------------------------- | ----------------- | ----- | ----- | ----------------------- | ----------------------------------------------- |
| Sconfitta | 15-9   | Tito Ortiz          | Decisione (non unanime)            | Bellator CXXXI                                          | 15 novembre 2014  | 3     | 5:00  | San Diego, Stati Uniti  | Debutto in Bellator                             |
| Sconfitta | 15-8   | Anderson Silva      | KO Tecnico (ginocchiata e pugni)   | UFC 153: Silva vs. Bonnar                               | 13 ottobre 2012   | 1     | 4:40  | Rio de Janeiro, Brasile |                                                 |
| Vittoria  | 15-7   | Kyle Kingsbury      | Decisione (unanime)                | UFC 139: Shogun vs. Henderson                           | 19 novembre 2011  | 3     | 5:00  | San Jose, Stati Uniti   |                                                 |
| Vittoria  | 14-7   | Igor Pokrajac       | Decisione (unanime)                | The Ultimate Fighter: Team GSP vs. Team Koscheck Finale | 4 dicembre 2010   | 3     | 5:00  | Las Vegas, Stati Uniti  |                                                 |
| Vittoria  | 13-7   | Krzysztof Soszynski | KO Tecnico (ginocchiata e pugni)   | UFC 116: Lesnar vs. Carwin                              | 3 luglio 2010     | 2     | 3:08  | Las Vegas, Stati Uniti  |                                                 |
| Sconfitta | 12-7   | Krzysztof Soszynski | KO Tecnico (ferita)                | UFC 110: Nogueira vs. Velasquez                         | 21 febbraio 2010  | 3     | 1:04  | Sydney, Australia       |                                                 |
| Sconfitta | 12-6   | Mark Coleman        | Decisione (unanime)                | UFC 100                                                 | 11 luglio 2009    | 3     | 5:00  | Las Vegas, Stati Uniti  |                                                 |
| Sconfitta | 12-5   | Jon Jones           | Decisione (unanime)                | UFC 94: St-Pierre vs. Penn 2                            | 31 gennaio 2009   | 3     | 5:00  | Las Vegas, Stati Uniti  |                                                 |
| Vittoria  | 12-4   | Eric Schafer        | KO Tecnico (colpi)                 | UFC 77: Hostile Territory                               | 25 ottobre 2007   | 2     | 2:47  | Cincinnati, Stati Uniti |                                                 |
| Vittoria  | 11-4   | Mike Nickels        | Sottomissione (rear naked choke)   | UFC 73: Stacked                                         | 7 luglio 2007     | 1     | 2:14  | Sacramento, Stati Uniti |                                                 |
| Sconfitta | 10-4   | Forrest Griffin     | Decisione (unanime)                | UFC 62: Liddell vs. Sobral 2                            | 26 agosto 2006    | 3     | 5:00  | Las Vegas, Stati Uniti  |                                                 |
| Sconfitta | 10-3   | Rashad Evans        | Decisione (maggioranza)            | UFC Ultimate Fight Night 5                              | 28 giugno 2006    | 3     | 5:00  | Las Vegas, Stati Uniti  |                                                 |
| Vittoria  | 10-2   | Keith Jardine       | Decisione (unanime)                | UFC Ultimate Fight Night 4                              | 6 aprile 2006     | 3     | 5:00  | Las Vegas, Stati Uniti  |                                                 |
| Vittoria  | 9-2    | James Irvin         | Sottomissione (kimura)             | UFC Ultimate Fight Night 3                              | 16 gennaio 2006   | 1     | 4:30  | Las Vegas, Stati Uniti  |                                                 |
| Vittoria  | 8-2    | Sam Hoger           | Decisione (unanime)                | UFC Ultimate Fight Night                                | 6 agosto 2005     | 3     | 5:00  | Las Vegas, Stati Uniti  |                                                 |
| Sconfitta | 7-2    | Forrest Griffin     | Decisione (unanime)                | The Ultimate Fighter 1 Finale                           | 9 aprile 2005     | 3     | 5:00  | Las Vegas, Stati Uniti  | Torneo dei Pesi Mediomassimi TUF 1, Finale      |
| Vittoria  | NU     | Mike Swick          | Sottomissione (armbar triangolare) | The Ultimate Fighter 1                                  | 4 aprile 2005     | 1     | 4:58  | Las Vegas, Stati Uniti  | Torneo dei Pesi Mediomassimi TUF 1, Semifinale  |
| Vittoria  | NU     | Bobby Southworth    | Decisione (non unanime)            | The Ultimate Fighter 1                                  | 28 febbraio 2005  | 2     | 5:00  | Las Vegas, Stati Uniti  | Torneo dei Pesi Mediomassimi TUF 1, Primo turno |
| Vittoria  | 7-1    | Sean Sallee         | Sottomissione (triangolo)          | IHC 7: The Crucible                                     | 5 giugno 2004     | 1     | 2:28  | Hammond, Stati Uniti    | Vince il titolo dei Pesi Mediomassimi IHC       |
| Vittoria  | 6-1    | William Hill        | KO Tecnico (pugni)                 | Total Fight Challenge 1                                 | 24 aprile 2004    | 1     | -     | Hammond, Stati Uniti    | Vince il titolo dei Pesi Mediomassimi TFC       |
| Vittoria  | 5-1    | Brad Lynde          | Sottomissione (rear naked choke)   | IHC 6: Inferno                                          | 22 novembre 2003  | 1     | 4:10  | Hammond, Stati Uniti    |                                                 |
| Sconfitta | 4-1    | Lyoto Machida       | KO Tecnico (ferita)                | Jungle Fight 1                                          | 13 settembre 2003 | 1     | 4:21  | Manaus, Brasile         |                                                 |
| Vittoria  | 4-0    | Terry Martin        | Decisione (unanime)                | Maximum FC                                              | 7 settembre 2002  | 3     | 5:00  | Hammond, Stati Uniti    |                                                 |
| Vittoria  | 3-0    | Jay Massey          | Sottomissione (ghigliottina)       | UA 1: The Genesis                                       | 27 gennaio 2002   | 1     | 1:09  | Hammond, Stati Uniti    |                                                 |
| Vittoria  | 2-0    | Josh Kruger         | Sottomissione (armbar)             | IHC 3: Exodus                                           | 10 novembre 2001  | 1     | 2:55  | Hammond, Stati Uniti    |                                                 |
| Vittoria  | 1-0    | Brian Ebersole      | Sottomissione (ghigliottina)       | IHC 3: Exodus                                           | 10 novembre 2001  | 1     | 0:51  | Hammond, Stati Uniti    |                                                 |